# Беркхолц-Мајенбург
Беркхолц-Мајенбург (њем. Berkholz-Meyenburg) општина је у њемачкој савезној држави Бранденбург. Једно је од 34 општинска средишта округа Укермарк. Према процјени из 2010. у општини је живјело 1.260 становника. Посједује регионалну шифру (AGS) 12073032.

## Географски и демографски подаци
Беркхолц-Мајенбург се налази у савезној држави Бранденбург у округу Укермарк. Општина се налази на надморској висини од 25 метара. Површина општине износи 11,5 km². У самом мјесту је, према процјени из 2010. године, живјело 1.260 становника. Просјечна густина становништва износи 109 становника/km².